# Le Boulou
Le Boulou – miejscowość i gmina we Francji, w regionie Oksytania, w departamencie Pireneje Wschodnie, położone nad rzeką Tech.
Według danych na rok 1990 gminę zamieszkiwało 4436 osób, a gęstość zaludnienia wynosiła 308 osób/km² (wśród 1545 gmin Langwedocji-Roussillon Le Boulou plasuje się na 75. miejscu pod względem liczby ludności, natomiast pod względem powierzchni na miejscu 551.). 

## Zabytki
Zabytki na terenie gminy posiadające status monument historique:
- kościół św. Marii (Église Sainte-Marie du Boulou)